# Liczba leptonowa
Liczba leptonowa – liczba kwantowa wprowadzona do opisu zasady zachowania we wszystkich procesach. Liczba leptonowa określa liczbę wszystkich leptonów w danym procesie. Można badać zasadę zachowania całkowitej liczby leptonowej bądź rodzinnej liczby leptonowej. Pierwsza z nich mówi jedynie, czy w danym procesie występują leptony. Rodzinna liczba leptonowa określa, z jakiej rodziny leptonów pochodzą cząstki występujące w reakcji. Wyróżnia się trzy rodziny leptonów, a co za tym idzie, trzy rodzinne liczby leptonowe:
- elektronowa liczba leptonowa
- mionowa liczba leptonowa
- taonowa liczba leptonowa

W ramach Modelu Standardowego (MS) całkowita i rodzinna liczba leptonowa są zachowane. Procesy łamiące tę zasadę zachowania są niedopuszczalne. Poza ramami MS dozwolone są procesy łamiące zarówno całkowitą jak i rodzinną liczbę leptonową. Przykładem takiego procesu jest podwójny bezneutrinowy rozpad beta.